# Ёнпхён
Горнолыжный курорт Ёнпхён (Yongpyong Resort, 용평리조트 스키장) расположен в Пхёнчане, месте проведения Зимних Олимпийских игр 2018 и в месте, где больше всего снега в Южной Корее. Находится на высоте между 700 и 1458 метрами над уровнем моря. Горнолыжные трассы спускаются с двух холмов: Gold Peak (1127 м) и Dragon Peak (1458 м). Курорт расположен у подножия гор Пальвансан, входящих в горную цепь Тхэбэксанмэк.

## Общая информация
Курорт принадлежит Мун Сон Мёну. На курорте проводятся многие международные мероприятия, в частности соревнования по лыжным видам спорта: слалому, биатлону, соревнованиях на сноуборде, на которых принимали участие спортсмены из 42 стран; а также проводился Национальный фестиваль зимних видов спорта, организуемые Министерством культуры, спорта и туризма Республики Корея. 
Ёнпхён — один из самых популярных горнолыжных комплексов страны, поскольку здесь был снят получивший мировую известность сериал «Зимняя соната», который принес всемирную популярность корейской культуре, включая кей-поп.
Горнолыжный сезон в Ёнпхёне начинается в середине ноября и длится до апреля. За год средняя норма снега равняется примерно 250 см. Благодаря таким показателям, зима, а, соответственно, и горнолыжный сезон на курорте дольше, чем в других регионах страны. Поблизости находятся местные достопримечательности, например, Национальный парк гор Одэсан, ферма Тэгваллён и другие. В течение лыжного сезона функционирует система шаттл-автобусов и прямых автобусов.

## История
История горнолыжного курорта Ёнпхён берет свое начало в 1975 г., когда на горном хребте Барвансан открылась первая лыжная база в Южной Корее. При строительстве горнолыжного курорта помимо собственных средств были привлечены прямые иностранные инвестиции на сумму $84 млн.

## Вехи
В 1998 году курорт стал местом проведения Мирового чемпионата по лыжному спорту, а в 1999 году на курорте проходило открытие Зимних Азиатских Игр Канвон.
Горнолыжный центр Ёнпхён принимал в 1998, 2000 и 2003 этапы Кубка мира по горнолыжному спорту. В 2004 году компания организовала первый Чемпионат Азии по биатлону у себя на горнолыжной базе, на церемонии открытия которого участвовали 110 правительственных чиновников. В 2007 году курорт Ёнпхён посетил замминистра культуры, спорта и туризма Республики Корея для изучения процесса подготовки к Зимним олимпийским играм.
В 2011 году на церемонии открытия 92-й ассамблеи Олимпийского комитета Республики Корея, проходившей на базе Ёнпхён, с поздравительной речью выступал министр культуры, спорта и туризма Республики Корея. В том же году на базе Ёнпхён была проведена трехдневная межкультурная программа для 200 человек, из которых 170 человек были беженцами из Северной Кореи.
В 2018 году курорт принял в своих стенах Зимние Олимпийские игры "Пхенчхан-2018".

## Летний сезон
13-этажная VIP-гостиница общей жилой площадью более 4000 м² на 3500 человек летом не нуждаются в кондиционировании воздуха и на базе нет комаров. Также имеется аквапарк и поле для гольфа на 48 лунок. Рядом находится морской пляж и автотрасса в 5 км от гостиницы, ведущая к Сеулу. На территории курорта действует крупный супермаркет. К курорту прилегает Корейский ботанический сад и другие достопримечательности.

### Аквапарк
Аквапарк оборудован основным бассейном волнообразной конфигурации, детским бассейном, бассейном из лечебных трав и спа-деревней из 800 редких в Корее горячих источников с сульфатными щелочами, полезными для здоровья, аквариумом. Спа работают в любое время года 24 часа в сутки.